# Konsumtion (Strafrecht)
Das deutsche Strafrecht versteht unter Konsumtion den Fall, dass die Erfüllung eines Straftatbestandes nicht notwendig (dann Spezialität), aber regelmäßig die Verwirklichung eines anderen Tatbestandes umfasst. Sie ist eine Form der Gesetzeseinheit.
So wird bei einer Urkundenunterdrückung gemäß § 274 Abs. 1 Nr. 1 StGB meistens auch gleichzeitig eine Sachbeschädigung gemäß § 303 Abs. 1 StGB vorliegen, was zur Verwirklichung allerdings nicht erforderlich wäre (z. B. ist der Entzug einer Urkunde auch möglich, ohne diese zu zerstören). Da es sich bei der Sachbeschädigung jedoch um ein regelmäßiges Begleitdelikt handelt, beansprucht es im Falle seiner Verwirklichung bei einer Urkundenunterdrückung keine Geltung. So sah dies auch lange die Rechtsprechung des BGH.
Der Begriff der Konsumtion ist jedoch umstritten und der BGH ist in jüngeren Entscheidungen von seiner bisherigen Auffassung abgewichen, dass diese tatbegleitend verwirklichten Delikte im Rahmen der Strafzumessung konsumiert werden. Er sieht im Gegensatz zur herrschenden Lehre eine Konsumtion etwa in den Einbruchdiebstahlsfällen nicht gegeben. Der BGH begründet dies unter anderem mit grundsätzlichen, systematischen Erwägungen. Aufgrund des nur zwischen Tatbeständen bestehenden Spannungsverhältnisses ist danach etwa in den Einbruchdiebstahlsfällen ein Verdrängen der in diesen Fällen regelmäßig verwirklichten Tatbestände des Hausfriedensbruchs und der Sachbeschädigung durch die bloße Strafzumessungsregel des § 243 StGB nicht möglich, so dass die Rechtsprechung nunmehr Tateinheit als gegeben ansieht. Auch besteht die Möglichkeit, dass Begleittaten und der Diebstahl unterschiedliche Rechtsgutträger betreffen (Beispielsfall: Täter bricht in Lagerhalle des A ein, stiehlt jedoch die dort befindlichen Güter des B) oder eine Diskrepanz bei den betroffenen Werten besteht, so dass der Unwertgehalt ein anderer ist. (Beispielsfall: Täter tritt im Rahmen des Einbruchs eine Tür ein, deren Wert 1000 € beträgt. Die gestohlene Sache hat jedoch nur einen Wert von 100 €.)